# Torey Lovullo
Salvatore « Torey » Anthony Lovullo (né le 25 juillet 1965 à Santa Monica, Californie, États-Unis) est un instructeur et ancien joueur de la Ligue majeure de baseball. Il est l'actuel gérant des Diamondbacks de l'Arizona.
Il est élu gérant de l'année dans la Ligue nationale en 2017.
Il est l'instructeur de banc des Red Sox de Boston depuis la saison 2013. Adjoint de John Farrell, il le remplace comme gérant lors des 48 derniers matchs de la saison 2015 lorsque celui-ci s'absente pour cause de maladie, avant de reprendre son poste d'instructeur en saison 2016.
Lovullo joue 8 saisons dans la Ligue majeure de baseball comme joueur de champ intérieur pour 7 équipes différentes entre 1988 et 1999.

## Carrière de joueur
Joueur des Bruins de l'université de Californie à Los Angeles, Torey Lovullo est repêché une première fois au 27e tour de sélection en 1986 par les Royals de Kansas City, mais il signe son premier contrat professionnel avec les Tigers de Détroit, qui le réclame au 5e tour en 1987. 
Il fait ses débuts dans le baseball majeur le 10 septembre 1988 avec les Tigers. Joueur de champ intérieur réserviste, Lovullo porte les couleurs de 7 équipes dans les majeures, et dispute un total de 303 matchs répartis sur 8 saisons, entre 1988 et 1999. Il joue pour Détroit en 1988 et 1989, pour les Yankees de New York en 1991, pour les Angels de la Californie en 1993, les Mariners de Seattle en 1994, les Athletics d'Oakland en 1998 et les Phillies de Philadelphie en 1999. Sa moyenne au bâton en carrière s'élève à ,224. Il a réussi 165 coups sûrs, dont 35 doubles, un triple et 15 circuits. Il compte 80 points marqués et 60 points produits. C'est au deuxième but qu'il dispute le plus grand nombre de matchs (133), mais il est aussi aligné au premier but (67 matchs), au troisième but (67) et à l'arrêt-court (10).
En 2000, Lovullo s'aligne brièvement avec les Tokyo Yakult Swallows de la Ligue centrale du Japon.

## Carrière d'entraîneur

### Ligues mineures
Instructeur itinérant en ligues mineures dans l'organisation des Indians de Cleveland en 2001, Torey Lovullo est gérant des clubs affiliés de l'équipe de 2002 à 2009. Il dirige notamment le club-école Triple-A situé à Buffalo de 2006 à 2008, puis à Columbus en 2009.
En 2010, il est gérant des Red Sox de Pawtucket, le principal club-école des Red Sox de Boston.

### Blue Jays de Toronto
En 2011 et 2012, Lovullo est instructeur de premier but des Blue Jays de Toronto. Il s'agit de son premier emploi du genre dans les majeures. Il fait partie du personnel d'instructeurs choisi par le gérant John Farrell.

### Red Sox de Boston
Lorsque John Farrell quitte Toronto et accepte le poste de gérant des Red Sox de Boston le 21 octobre 2012, Lovullo est peu après engagé pour être l'instructeur de banc de l'équipe. Il est donc l'adjoint de Farrell à partir de la saison 2013, marquée par la conquête de la Série mondiale 2013 par Boston.
Le 14 août 2015, Farrell quitte son poste après avoir reçu un diagnostic de lymphome et Torey Lovullo est nommé gérant par intérim des Red Sox jusqu'à la fin de la saison 2015. Boston possède alors une fiche de 50 victoires et 64 défaites, pour une 14e position sur 15 équipes dans la Ligue américaine. Boston remporte 28 victoires contre 20 défaites sous les ordres de Lovullo, terminant en force l'année 2015 malgré une dernière place dans la division Est de la Ligue américaine. Il reprend son poste d'instructeur pour la saison 2016 lorsque Farrell réintègre ses fonctions.

### Diamondbacks de l'Arizona
Lovullo est nommé gérant des Diamondbacks de l'Arizona le 4 novembre 2016, succédant à Chip Hale. Après une saison de 69 victoires et 93 défaites en 2016 sous les ordres de Hale, les Diamondbacks décrochent une place en séries éliminatoires pour la première fois en six ans grâce à une première campagne sous les ordres de Lovullo, lorsqu'ils remportent 93 parties contre 69 défaites. Arizona est éliminé par Los Angeles en Série de division, mais Lovullo est récompensé du prix du gérant de l'année 2017 dans la Ligue nationale.